# Paul Paavela
Paul Paavela (né le 13 avril 1931 à Suojärvi – mort le 19 mai 1980 à Vihti) est un homme politique finlandais. Il a été ministre des Finances.